# يانغي كند (بيرتاج)
یانغي کند (بالفارسية: ینگی کند) هي منطقة سكنية تقع في إيران في كردستان. يقدر عدد سكانها بـ 222 نسمة .